# SN 2003H
SN 2003H是一颗位于正在碰撞的NGC 2207和IC 2163星系中的超新星。它在2003年1月8日由利克天文台和特纳加超新星研究小组（LOTOSS）发现。